# 선배는 남자아이
《선배는 남자아이》(일본어: 先輩はおとこのこ 센파이와 오토코노코[*])는 폼에 의해 만들어진 일본의 만화다. 라인 망가(LINE Digital Frontier)에서 2019년 12월 7일부터 2021년 12월 30일까지 연재되었다. 오토코노코 하나오카 마코토를 중심으로 "남녀 3명의 인간 모양과 섬세한 심리 묘사"가 그려진 작품이다.

## 연혁
이 작품은 4페이지의 만화 《오토코노코가 후배에게 고백받은 이야기》(おとこのこが後輩に告白される話)를 라인 망가(LINE Digital Frontier)에서 공개하기 위해 세로로 읽는 만화로 리메이크한 것이며, 작가의 입장에서는 세로로 긴 컬러 만화에 첫 도전한 작품이 되었다. 2019년 12월에 연재를 개시했다. 당초에 "LINE 망가 인디즈"에서 트라이얼 연재였지만, 16주간에 본 연재가 되었다.
2021년 11월, 단행본을 이치진샤에서 간행한다. 연재시와 마찬가지로 작품이 풀 컬러로 수록되었다. 2021년 12월 30일에 연재가 종료되었다. 폼은 '지금의 내가 제일 납득할 수 있는 결말'로 본 작품을 끝냈다. 중화민국, 대한민국, 중화인민공화국, 태국, 프랑스, 독일 6개국에서도 본 작품이 출시되었다.
2023년 3월 25일에 도쿄 빅 사이트에서 개최된 'AnimeJapan 2023'에서 본 작품의 텔레비전 애니메이션화가 발표되었다.

## 줄거리
하나오카 마코토는 후배 아오이 사키에게 고백을 받는다. 거기에서 사실은 자신이 세일러복과 장발의 가발을 착용하고 있는 것으로 사실은 남자임을 밝힌다. 그러나 그 후에도 후배 아오이 사키는 진지하게 따라온다. 후에 진심에 대해서 특별한 감정을 품고 있는 진정한 소꿉친구 류지를 더해 3명 사이에서 아련한 연심이 흔들린다.

## 등장인물
성우는 텔레비전 애니메이션판의 성우. 학년은 이야기 시작 시점.

### 주요 인물
하나오카 마코토(花岡 まこと)
성우 - 우메다 슈이치로, 세키네 아키라(어린 시절)
주인공. 2학년 B반. 남자. 생일은 8월 7일. 귀여운 것을 좋아하고, 학교에서는 롱 헤어의 가발과 여학생용 세일러복을 착용하고 있다. 그러나 집에서는 남자처럼 행동하는 것을 요구하는 어머니의 영향으로 등하교 때 남자 옷을 입고 있다.
아오이 사키(蒼井 咲)
성우 - 세키네 아키라
마코토와 류지의 후배 1학년. 생일은 12월 15일. 마코토를 여자라고 생각하고 고백했다.
타이가 류지(大我 竜二)
성우 - 우치다 유마, 아베 나츠코(어린 시절)
통칭 "류지". 2학년.생일은 4월 10일.  마코토의 친구. 마코토에게 특별한 감정을 갖고 있다. 아오이 사키에게 "스승"으로 불린다. 귀걸이를 착용한다.

### 학교
하야세 아이(早瀬 藍)
성우 - 카쿠마 아이
2학년. 입학 첫날에 마코토와 친구가 되었지만, 마코토가 남자인 것이 판명된 뒤 서먹서먹해졌다. 그 이후로 주위를 신경쓰지 않고 말을 걸 수 없었던 것을 후회하고 사과하고 싶었다. 한편, 마코토는 하야세에 미움받고 있다고 생각하고 있었다. 그 후 수학여행의 자유행동으로 오해가 풀리고 화해했다. 덧붙여 마코토는 3년간 같은 반이였다.
하네카와 카에데(羽川 楓)
성우 - 아오이 아즈사
2학년. 마코토의 클래스메이트. 생일은 4월 26일. 창립기념파티를 계기로 마코토와 친구가 된다.
사오토메 준(早乙女 純)
성우 - 카지와라 가쿠토
2학년. 류지의 클래스메이트. 반의 분위기 메이커로, 류지와 사이가 좋다.
후지이(藤井)
성우 - 키무라 타히
2학년. 1학년 때 마코토에게 고백하지만 거절당하고 마코토가 남자임을 알게 된다.

### 가족
하나오카 타카히로(花岡 孝浩)
성우 - 시노미야 고
마코토의 아버지. 아는 사람이 고등학교를 운영하고 있어, 마코토에 대하여 말했더니 좋아하는 성별로 지낼 수 있도록 협력한다고 말해졌기 때문에, 정말로 그 고등학교에 가 보지 않을까 하고 타진한다.
하나오카 미카(花岡 美香)
성우 - 나카하라 마이
마코토의 어머니. 아버지(마코토의 할아버지)가 자신의 모방을 하고 여장하고 있던 것이 외상이 되어 마코토가 남자처럼 행동하는 것을 기뻐한다. 마코토가 여장해 고등학교에 다니고 있는 것은 알려지지 않았다.
아오이 마사코(蒼井 雅子)
성우 - 사토 아이
사키의 아버지 할머니. 사키와 둘이서 살고 있다.
아오이 유지(蒼井 裕司)
성우 - 무라이 유지
사키의 아버지. 해외에서 고래 연구를 하고 있다.
타이가 코나츠(大我 小夏)
성우 - 마에다 카오리
류지의 여동생. 마코토와 어릴 때부터 잘 어울리고 있다.

## 수상
2021년 제4회 "애니화를 원하는 만화 랭킹"에서 3위에 올랐고, 다음해 5회에는 1위를 차지했다. 2021년 개최의 "다음에 올 만화대상 2021"에서는 Web만화 부문의 3위를 차지했다. "라인 망가 2021 상반기 랭킹(여성편)"에서는 제6위를 차지했다.

## 제작 배경
작가 폼은 '여자를 그리는 것을 좋아한다'라며 '남자아이을 그리는 것'이 서툴렀다. 그래서 처음에는 여자아이끼리 연애 이야기로 하려고 했지만,'여장 남자로 하면 좋지 않을까'라는 조언을 듣고, '그렇다면 즐겁게 그릴 수 있다'라고 생각한 폼은 오토코노코(男の娘)를 주인공으로서 그리기로 했다고 한다.
본작에서는, '남자아이지만 귀여운 것을 좋아한다'라고 하는 테마가 다루어지고 있다. 폼에 의하면, 여장이나 메이크업 등에 대한 '편견을 바꾸고 싶다'라는 기분이 아니라, '한 인간이 뭔가 문제를 안았을 때, 어떻게 해결해 가면 좋을까'라는 점을 생각하면서 집필되었다. '어두운 장면 뒤에는 의도적으로 가벼운 장면을 넣기'나 진정한 복장에 대해 '노출이나 색 등 신중하게' 선택하여 '독자에게 어디까지 받아들일 수 있을까'를 의식해 그려졌다.

## 서지 정보
- 폼 《선배는 남자아이》 이치진샤, 전 10권
  1. 2021년 11월 25일 발매[14][15], ISBN 978-4-7580-2313-9
  2. 2022년 4월 25일 발매[16], ISBN 978-4-7580-2387-0
  3. 2022년 7월 25일 발매[17], ISBN 978-4-7580-2437-2
  4. 2022년 11월 25일 발매[18], ISBN 978-4-7580-2468-6
  5. 2023년 3월 29일 발매[19], ISBN 978-4-7580-2505-8
  6. 2023년 7월 25일 발매[20], ISBN 978-4-7580-2563-8
  7. 2023년 11월 24일 발매[21], ISBN 978-4-7580-2609-3
  8. 2024년 4월 1일 발매[22], ISBN 978-4-7580-2674-1
  9. 2024년 7월 25일 발매[23], ISBN 978-4-7580-2734-2
  10. 2024년 10월 25일 발매[24], ISBN 978-4-7580-2790-8

## TV 애니메이션
2023년 3월 25일, 텔레비전 애니메이션화가 발표되었다. 2024년 7월부터 9월까지 후지 TV의 심야 애니메이션 시간대 '노이타미나' 등에서 방송되었다.

### 스태프
- 원작 - 폼
- 감독 - 야나기 신스케
- 시리즈 구성 - 토미타 요리코
- 캐릭터 디자인 - 신카이 쇼토
- 프롭 디자인 - 키타야마 케이코
- 미술 감독 - 야스다 유카리
- 미술 설정 - 아키야마 켄타로
- 색채 설계 - 스즈키 요코
- 3D 감독 - 사이토 타케시
- 촬영 감독 - 카미조 토모야
- 편집 - 니이누마 나미
- 음향 감독 - 모토야마 사토시
- 음향 효과 - 야마다 카오리
- 음향 제작 - 비트그루브 프로모션
- 음악 - 하시모토 유카리
- 음악 제작 - 애니플렉스
- 치프 프로듀서 - 나카야마 노부히로
- 프로듀서 - 아오키 하루카, 스가와라 하나
- 애니메이션 프로듀서 - 코지야 사토시
- 애니메이션 제작 - project No.9
- 제작 - 선배는 남자아이 제작위원회(애니플렉스, 후지 텔레비전, 크런치롤, 덴쓰)

### 주제가
내 맘대로(我がまま)
쿠지라에 의한 오프닝 테마. / 작사·작곡·편곡 - 쿠지라
그게 사랑이었을까 feat. 니시나(あれが恋だったのかな feat. にしな)
쿠지라 feat. 니시나에 의한 엔딩 테마. / 가창 - 니시나 / 작사·작곡 - 쿠지라 / 편곡 - Naoki Itai

### 에피소드 목록
| 화수   | 제목                                  | 각본          | 그림 콘티         | 연출                            | 작화 감독 | 총작화 감독                                       | 방송일         |
| ------ | ------------------------------------- | ------------- | ----------------- | ------------------------------- | --- | ------------------------------------------------- | -------------- |
| 제1화  | 先輩はおとこのこ 선배는 남자아이      | 토미타 요리코 | 야나기 신스케     | 宣子豪 고다 케이스케            | 오가와 에리 와타나베 카나 마사키 유타 타다 카즈하루 오오키 켄이치 라플라스 애니메이션 無錫極速蝸牛動畫                                           | 신카이 쇼토                                       | 2024년 7월 5일 |
| 제2화  | かわいいものめぐり 예쁜 물건 쇼핑     | 토미타 요리코 | 이시쿠라 케이이치 | 林映辰                          | 마츠모토 미유키 아미 케이노스케 陈娇娇 徐延文 라플라스 애니메이션 NEW Animate studio 鄭州点線一幀文化伝媒有限公司 Finerossed studio 無錫月霊動画 | 신카이 쇼토 오가와 에리 마사키 유타 이노즈메 타에 | 7월 12일       |
| 제3화  | さよならわたし 잘 가, 나 자신         | 토미타 요리코 | 宣子豪            | project No.9                    | 이상민 NEWANI Dogwood 拾月動画 라플라스 애니메이션                                                                                               | 신카이 쇼토                                       | 7월 19일       |
| 제4화  | 気づいてしまった 깨닫고 말았다        | 토미타 요리코 | 이시쿠라 케이이치 | 고다 케이스케                   | 마츠모토 미유키 키무라 케이노스케 타다 카즈하루 王培非 陈娇娇 無錫月霊動画 라플라스 애니메이션                                                   | 신카이 쇼토 오가와 에리 와타나베 카나 마사키 유타 | 7월 26일       |
| 제5화  | 特別 특별함                           | 토미타 요리코 | 宣子豪            | 히라야마 코세이 아와이 시게노리 | 키무라 케이노스케 오오키 켄이치 이노즈메 타에 야마시타 사토루 王培非 陈娇娇 라플라스 애니메이션 NEW Animate studio 拾月動画                      | 신카이 쇼토 오가와 에리 마사키 유타 모리야 하루키 | 8월 2일        |
| 제6화  | 決めなきゃいけないこと 정해야 하는 것 | 타카기 세이코 | 이시쿠라 케이이치 | 김성범                          | 장상미 김성범 廣瀬 督 김성준 | 신카이 쇼토 마사키 유타                           | 8월 16일       |
| 제7화  | そーいうの 그런 쪽                    | 토미타 요리코 | 宣子豪            | -                               | 袁琳 陈娇娇 徐延文 孟文文 劉紫茵 宋豪 Dogwood Triple A NEW Animate studio 라플라스 애니메이션                                                    | 신카이 쇼토 오가와 에리 마사키 유타 모리야 하루키 | 8월 23일       |
| 제8화  | 傷ぐち 상처                           | 타카기 세이코 | 林映辰            | 徐傅峰                          | 마츠모토 미유키 타다 카즈하루 야마시타 사토루 張毅成 大國 田凱麗 袁琳 陈娇娇 徐延文 라플라스 애니메이션                                          | 신카이 쇼토 王培非                                | 8월 30일       |
| 제9화  | クリスマス 크리스마스                 | 타카기 세이코 | 宣子豪            | 고다 케이스케                   | 키무라 케이노스케 타다 카즈하루 袁琳 陈娇娇 徐延年 라플라스 애니메이션 STUDIO MASSKET 鄭州点線一幀文化伝媒 世唯动漫设计（天津）有限公司          | 신카이 쇼토 오가와 에리 마사키 유타 이노즈메 타에 | 9월 6일        |
| 제10화 | ふたりの思い 두 사람의 마음           | 토미타 요리코 | 이시쿠라 케이이치 | 마에조노 후미오                 | 마츠모토 미유키 안효정 민현숙 권용상 키타죠 나오아키 이와사키 료 우이케 카즈마 스기모토 사치코 陈娇娇 徐延文                                     | 신카이 쇼토 오가와 에리 마사키 유타               | 9월 13일       |
| 제11화 | 元ともだち 한때 친구                  | 타카기 세이코 | 이시쿠라 케이이치 | 아와이 시게노리                 | 오오키 켄이치 야마시타 사토루 袁琳 陈娇娇 徐延文 라플라스 애니메이션                                                                             | 신카이 쇼토 오가와 에리 마사키 유타               | 9월 20일       |
| 제12화 | 本当のぼく 진짜 나                    | 토미타 요리코 | 宣子豪            | 사쿠마 미즈키                   | 키무라 케이노스케 야마시타 사토루 타다 카즈하루 마츠모토 미유키 袁琳 陈娇娇 徐延文 라플라스 애니메이션                                           | 신카이 쇼토 오가와 에리 마사키 유타               | 9월 27일       |

| 후지 TV 노이타미나            | 후지 TV 노이타미나 | 후지 TV 노이타미나                        |
| 이전 작품                     | 작품명             | 다음 작품                                 |
| ----------------------------- | ------------------ | ----------------------------------------- |
| 시끌별 녀석들(2022년판 제2기) | 선배는 남자아이    | 바람의 검심 -메이지 검객 낭만기- 교토동란 |